# День гніву (фільм, 1985)
«День гніву» (рос. «День гнева») — російський радянський фільм 1985 року, поставлений режисером Суламбеком Маміловим у жанрі фантастики жахів за однойменним оповіданням Севера Гансовського 1964 року.

## Сюжет
Американський журналіст Дональд Бетлі відомий тим, що завжди знаходить сюжети, цікаві для глядачів. Він багато заробляє, має розкішний будинок, дружину та дітей, але заявляє під час інтерв'ю, що невпевнений у своєму майбутньому. Після роботи він непритомніє і невідомі люди забирають його на обстеження, а потім повертають. Журналіста за підсумками обстеження визнають егоїстичним і лякливим.
Бетлі отримує дозвіл на розслідування в таємничій лісистій зоні, де зникають люди та періодично відбуваються дивні події. Його зустрічає лісник Меллер, який радить поводитися тихо, але спершу не пояснює чому. Журналіст ночує в місцевого фермера, син якого проявляє неочікуване зухвальство та надзвичайні математичні здібності. Наступного ранку журналіст зауважує, що Меллер приховує свої зустрічі з кимось. Навколишні жителі мешкають у чомусь схожому на концтабір, але бояться розповісти правду. Бетлі лише дізнається назву «отарки», пов'язану зі скрутним становищем цих людей. Ці «отарки» викрадають дружину Меллера, а потім повертають, бо лісник забезпечує зв'язок села зі світом назовні. Наступної ночі Бетлі розмовляє з голосами, які радять покинути ліс і не згадувати про події там.
Меллер розповідає журналісту, що в лісі колись була лабораторія, де проводив досліди учений-генетик Фідлер. В результаті генних експериментів Фідлер створив нову расу істот, схожих на ведмедів, але які при цьому мають людський розум, назвавши їх отарками. Але на відміну від людей, отарки не мають емоцій і загальнолюдської моралі. Вони відловлюють людей і проводять над ними власні досліди, тому їх бояться мешканці сіл навколо лісу. Отарки виводять нову породу людей, що мають, як і вони, високий інтелект, але позбавлені людяності.
Бетлі з Меллером відвідують лабораторію отарків і затоплюють її. Журналіст лишається в лабораторії і наостанок просить лісника зафільмувати його звернення до дружини й доставити його колегам.
За якийсь час Меллер розповідає журналістам про долю Бетлі та наступні події. Бетлі встиг записати на камеру всю історію, почуту від отарків і від Меллера та закликав до суду над Фідлером. Після його смерті селяни озброїлися і вбили отарків, відкриваючи День гніву. Фідлер говорить на свій захист, що отарки настільки агресивні, наскільки агресивні навколишні люди. На його думку, нова раса людей, виведена отарками, буде кращою за звичайних людей, підлеглих нелогічним емоціям. Меллер заявляє, що має документ, який однозначно доводить злий умисел Фідлера. З цими словами він дістає пістолет і стріляє у вченого. Він з риком помирає і виявляється, що під маскою людини був отарк.

## У ролях
| • Юозас Будрайтіс      | … | журналіст Дональд Бетлі |
| • Олексій Петренко     | … | лісник Меллер           |
| • Анатолій Іванов      | … | Фідлер                  |
| • Володимир Івашов     | … | Каст                    |
| • Євген Дворжецький    | … | кошлатий хлопець        |
| • Павло Махотін        | … | голова комісії          |
| • Паул Буткевич        | … | член урядової комісії   |
| • Світлана Світлична   | … | жінка з руїн            |
| • Гражина Байкштіте    | … | дружина Бетлі           |
| • Костянтин Захарченко | … | Стенглік                |
| • Марина Фомінова      | … | дружина Стенгліка       |
| • Мар'яна Полтєва      | … | Тіна                    |
| • Ельвіра Зубкова      | … | журналістка             |
| • Вадим Захарченко     | … | фермер                  |

## Знімальна група
- Автор сценарію — Олександр Лапшин за оповіданням Севера Гансовського однойменним оповіданням (1964)
- Режисер-постановник — Суламбек Мамілов
- Оператор — Олександр Рибін
- Композитор — Гія Канчелі
- Художник-постановник — Борис Дуленков
- Звукорежисер — Станіслав Гурін
- Артдиректор — Олександр Пронченко

## Нагороди та номінації
| Список нагород та номінацій | Список нагород та номінацій | Список нагород та номінацій | Список нагород та номінацій | Список нагород та номінацій | Список нагород та номінацій |
| Кінопремія                  | Рік                         | Категорія                   | Номінант(и)                 | Результат                   |                             |
| --------------------------- | --------------------------- | --------------------------- | --------------------------- | --------------------------- | --------------------------- |
| Кінофестиваль Fantasporto   | 1986                        | Найкращий фільм             | «День гніву»                | Номінація                   |                             |